# تونوناک (آلاسکا)
تونوناک (به انگلیسی: Tununak) شهری در ناحیه سرشماری بتل ایالت آلاسکا است که جمعیت آن در سرشماری سال ۲۰۰۰ میلادی ۳۲۵ نفر بوده‌است.